# House of Fears
House of Fears è un film horror del 2007 diretto da Ryan Little ed interpretato da Corri English, Sandra McCoy, Michael J. Pagan, Corey Sevier e Alice Greczyn. Il film è stato presentato allo Shriekfest Film Festival il 7 ottobre 2007. Nel Regno Unito venne distribuito Direct-to-DVD il 27 aprile 2009. Il film presenta un cameo dell'attore americano Jared Padalecki.

## Distribuzione
Il film venne distribuito in DVD dalla Polychrome il 24 novembre 2009. Successivamente è stato distribuito dalla Synergetic Distribution il 9 marzo 2010.

## Accoglienza
Dread Central ha assegnato al film un punteggio di 1,5 su 5, indicando i personaggi insipidi del film e la mancanza di paura. Anche Bloody Disgusting ha dato una recensione negativa al film, scrivendo: "Nel complesso, questo è un film che, nonostante abbia una storia interessante, soffre di una terribile sceneggiatura e di una direzione altrettanto terribile." Corey Danna di HorrorNews.net ha dato al film una recensione più positiva osservando la mancanza di originalità del film. Danna ha elogiato la recitazione, il design delle creature e la cinematografia del film.

## Riconoscimenti
- 2007 - Shriekfest
  - Candidatura al premio Best Key Art